# Gran Premio di superbike di Brainerd 1990
Il Gran Premio di Superbike di Brainerd 1990 è stato disputato il 10 giugno sul Brainerd International Raceway e ha visto la vittoria di Stéphane Mertens  in gara 1, mentre la gara 2 è stata vinta da Doug Chandler.

## Risultati

### Gara 1

#### Arrivati al traguardo[1]
| Pos. | Nº | Pilota            | Motocicletta | Tempo     | Griglia | Punti |
| ---- | -- | ----------------- | ------------ | --------- | ------- | ----- |
| 1º   | 2  | Stéphane Mertens  | Honda        | 34:43.905 | 3º      | 20    |
| 2º   | 3  | Raymond Roche     | Ducati       | +0:02.108 | 15º     | 17    |
| 3º   | 37 | Doug Chandler     | Kawasaki     | +0:04.859 | 1º      | 15    |
| 4º   | 7  | Terry Rymer       | Yamaha       | +0:05.556 | 14º     | 13    |
| 5º   | 19 | Robert McElnea    | Yamaha       | +0:06.235 | 11º     | 11    |
| 6º   | 11 | Robert Phillis    | Kawasaki     | +0:06.325 | 13º     | 10    |
| 7º   | 1  | Fred Merkel       | Honda        | +0:06.528 | 2º      | 9     |
| 8º   | 4  | Fabrizio Pirovano | Yamaha       | +0:07.481 | 12º     | 8     |
| 9º   | 65 | David Sadowski    | Yamaha       | +0:07.835 | 5º      | 7     |
| 10º  | 52 | Scott Russell     | Kawasaki     | +0:07.903 | 4º      | 6     |
| 11º  | 8  | Baldassarre Monti | Honda        | +0:21.498 | 7º      | 5     |
| 12º  | 9  | Jari Suhonen      | Yamaha       | +0:29.194 | 9º      | 4     |
| 13º  | 71 | Davide Tardozzi   | Ducati       | +0:52.397 | 16º     | 3     |
| 14º  | 35 | Tom Kipp          | Yamaha       | +0:57.836 | 18º     | 2     |
| 15º  | 32 | Bruno Bonhuil     | Honda        | +1:26.527 | 19º     | 1     |
| 16º  | 57 | John Ashmead      | Kawasaki     | +1:47.331 | 21º     |       |
| 17º  | 33 | Dale Robinson     | Honda        | +1 giro   | 27º     |       |
| 18º  | 93 | John Jacob        | Yamaha       | +1 giro   | 22º     |       |
| 19º  | 91 | David Kieffer     | Honda        | +1 giro   | 24º     |       |
| 20º  | 92 | Ray Yoder Jr.     | Suzuki       | +1 giro   | 23º     |       |
| 21º  | 94 | Mike Karm         | Suzuki       | +1 giro   | 25º     |       |

#### Ritirati
| Nº | Pilota           | Motocicletta | Giri     | Griglia |
| -- | ---------------- | ------------ | -------- | ------- |
| 51 | Tom Stevens      | Yamaha       | +8 giri  | 8º      |
| 34 | Jamie James      | Ducati       | +11 giri | 6º      |
| 55 | Randy Renfrow    | Honda        | +11 giri | 10º     |
| 30 | René Delaby      | Honda        | +11 giri | 20º     |
| 5  | Anders Andersson | Yamaha       | +14 giri | 17º     |
| 58 | Todd Strang      | Yamaha       | +17 giri | 26º     |

### Gara 2

#### Arrivati al traguardo[2]
| Pos. | Nº | Pilota            | Motocicletta | Tempo     | Griglia | Punti |
| ---- | -- | ----------------- | ------------ | --------- | ------- | ----- |
| 1º   | 37 | Doug Chandler     | Kawasaki     | 35:16.472 | 1º      | 20    |
| 2º   | 2  | Stéphane Mertens  | Honda        | +0:02.637 | 3º      | 17    |
| 3º   | 7  | Terry Rymer       | Yamaha       | +0:03.365 | 14º     | 15    |
| 4º   | 3  | Raymond Roche     | Ducati       | +0:10.123 | 15º     | 13    |
| 5º   | 19 | Robert McElnea    | Yamaha       | +0:19.923 | 11º     | 11    |
| 6º   | 4  | Fabrizio Pirovano | Yamaha       | +0:27.099 | 12º     | 10    |
| 7º   | 52 | Scott Russell     | Kawasaki     | +0:29.383 | 4º      | 9     |
| 8º   | 9  | Jari Suhonen      | Yamaha       | +0:31.269 | 9º      | 8     |
| 9º   | 51 | Tom Stevens       | Yamaha       | +0:33.107 | 8º      | 7     |
| 10º  | 1  | Fred Merkel       | Honda        | +0:33.870 | 2º      | 6     |
| 11º  | 8  | Baldassarre Monti | Honda        | +0:45.524 | 7º      | 5     |
| 12º  | 5  | Anders Andersson  | Yamaha       | +0:48.815 | 17º     | 4     |
| 13º  | 35 | Tom Kipp          | Yamaha       | +0:57.485 | 18º     | 3     |
| 14º  | 30 | René Delaby       | Honda        | +1:01.154 | 20º     | 2     |
| 15º  | 32 | Bruno Bonhuil     | Honda        | +1:01.923 | 19º     | 1     |
| 16º  | 91 | David Kieffer     | Honda        | +1 giro   | 24º     |       |
| 17º  | 94 | Mike Karm         | Suzuki       | +1 giro   | 25º     |       |

#### Ritirati
| Nº | Pilota          | Motocicletta | Giri     | Griglia |
| -- | --------------- | ------------ | -------- | ------- |
| 93 | John Jacob      | Yamaha       | +1 giro  | 22º     |
| 11 | Robert Phillis  | Kawasaki     | +8 giri  | 13º     |
| 58 | Todd Strang     | Yamaha       | +9 giri  | 26º     |
| 65 | David Sadowski  | Yamaha       | +10 giri | 5º      |
| 55 | Randy Renfrow   | Honda        | +11 giri | 10º     |
| 33 | Dale Robinson   | Honda        | +16 giri | 27º     |
| 71 | Davide Tardozzi | Ducati       | +16 giri | 16º     |
| 34 | Jamie James     | Ducati       | +19 giri | 6º      |